# Моделирование из воздушных шариков

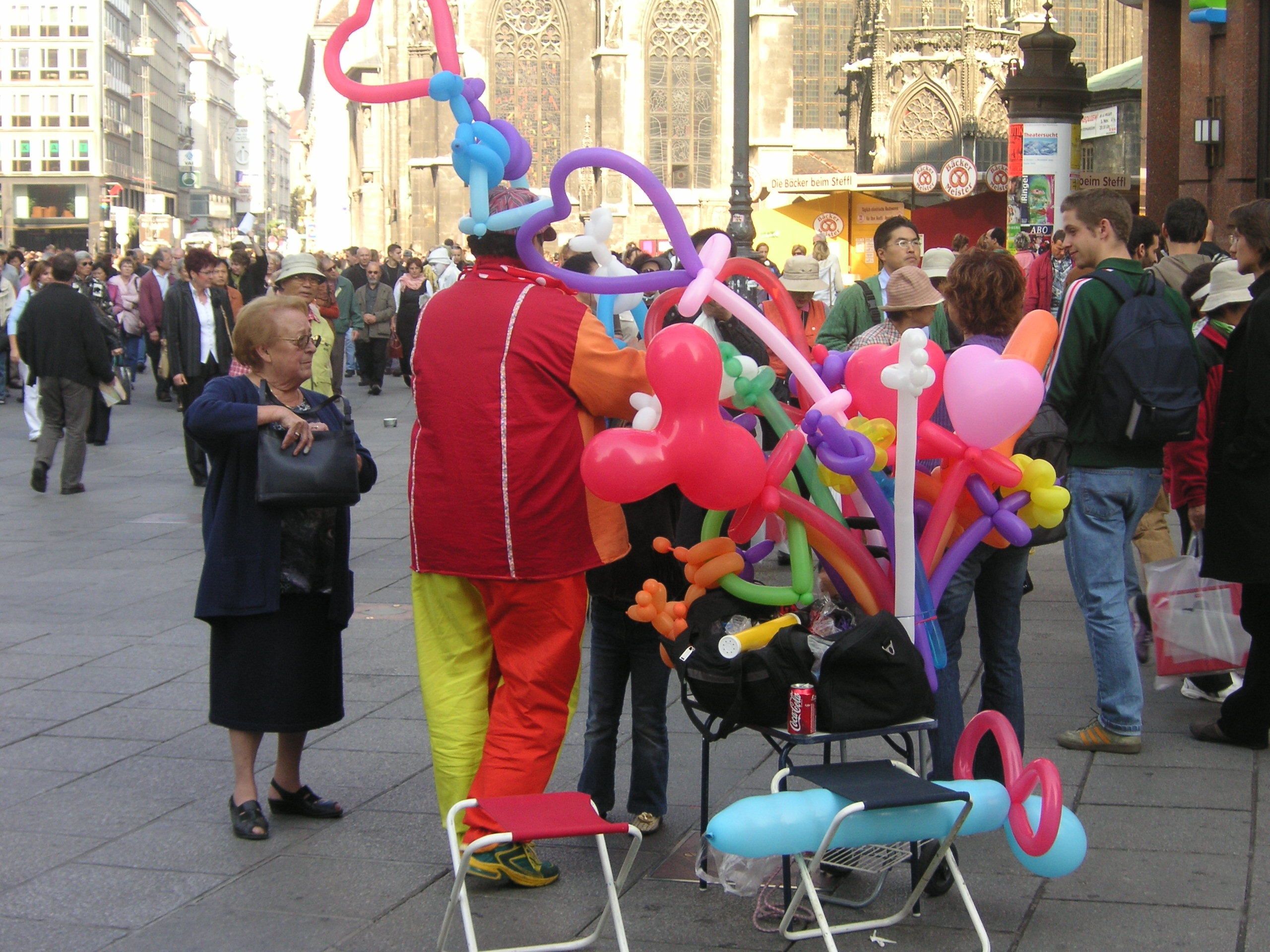
Клоун за моделированием воздушных шариков

Моделирование из воздушных шариков (иногда твистинг) — создание тех или иных фигур из воздушных шариков, изготовленных специально для этой цели. Как правило, для моделирования используются длинные и тонкие шары (чаще всего 5 х 150 см) различных цветов, хотя в некоторых случаях могут применяться круглые или иных форм и размеров. Чаще всего из воздушных шариков делают фигуры различных животных, однако встречаются фигуры растений, транспортных средств и так далее. Конкретная фигура может быть изготовлена из одного шара или же — в случае создания более сложной композиции — состоять из нескольких шариков, связанных узлами.
Искусство моделирования воздушных шаров часто демонстрируется в цирках, на детских днях рождения, а также уличными артистами.

## История
Происхождение искусства моделирования из воздушных шариков доподлинно неизвестно, но предполагается, что оно возникло в США в 1920-е или 1930-е годы. Книга 1975 года «Клоун Джолли» сообщает, что первым заниматься подобным стал американец Герман Боннерт из Пенсильвании в 1939 году. Об этом же пишет Вэл Эндрюс в «Руководстве по моделированию воздушных шариков».
Согласно другой версии, первым моделлером из воздушных шариков был Генри Маар. Популяризатором этого искусства стал американский клоун Уолли Боуг, занимавшийся этим как минимум с 1945 года, а в феврале 1953 года опубликовавший в журнале Max Andrew’s Magic Magazine подробную инструкцию создания из воздушных шариков фигур животных. После 1945 года в США стали ввозить большое количество тонких длинных воздушных шаров из Японии, стоивших очень дёшево. На упаковках с ними также присутствовали инструкции по созданию из них фигур собак, жирафов, головных уборов, самолётов и так далее. Тем не менее качество резины был настолько низким, что лишь у немногих покупателей получалось выполнить эти инструкции, в большинстве же случае шарики лопались. Кроме того, подобные шары из-за их формы и размера было очень трудно надувать. Однако в скором времени они начали пользоваться в США коммерческим успехом, после чего некоторые американские компании взяли эту идею на вооружение и начали производство собственных подобных шаров. Существовали, например, наборы из трёх коротких и одного длинного воздушного шарика, предназначенные для изготовления фигуры собаки. В конце 1950-х годов некоторые компании начали производить специальные шарики для моделирования, качество резины для которых было существенно улучшено, они делались разных цветов и были более легки в надувании, при этом будучи более дешёвыми, чем первые их образцы.
По третьей версии, первые надувные фигуры изготавливали ацтеки, которые использовали вместо латекса надутые кишки животных. Кишки чистили, выворачивали и зашивали овощной ниткой, которая при высыхании на солнце прилипала и создавала воздухонепроницаемый шов. Потом кишки сворачивали и вдували воздух после каждого скручивания. Простое изготовление фигурки требовало нескольких дней. Существовали две модели: собака и что-то вроде осла. Потом эти фигурки несли с пышной церемонией на вершину пирамиды ацтеков, где сжигали во славу солнца.

## Изготовление
Фигуры из воздушных шариков создаются путём вращения шаров для моделирования в двух различных направлениях и скрутки элементов, хотя различные детали техники могут значительно различаться. Чаще всего такие шарики надувают с помощью воздушного насоса, хотя есть артисты, использующие только собственные лёгкие. Поскольку такие шарики слишком пористы и, как правило, не запускаются в воздух, их очень редко накачивают гелием, используя вместо него воздух или азот. Продолговатые шарики для моделирования никогда не надувают до конца, поскольку в противном случае он лопнет при движении; исполнитель оставляет в конце шарика своего рода «хвост», и при формировании очередного узла воздух оттуда проходит во вновь образованную часть композиции, не увеличивая общее давление в ней. По мере роста количества узлов в композиции «хвост» укорачивается, поскольку она заполняется всё большим количеством воздуха. Каждая фигура имеет различное число соединений, и, следовательно, «хвост» для каждой фигуры из воздушных шариков тоже должен быть разным.
Основное правило твистинга — крутить шарик только в одном направлении. Скручивать шарик нужно от горловины.

## Термины
- Пузырь — надутая часть шарика между двумя скрутками.
- Стык — место скручивания.
- Скрутка — поворот и закручивание шарика, в результате которых получаются пузырь и стык.
- Пуфик — особый пузырь в хвосте надутого шарика.

### Виды скруток
- Простая скрутка — шарик сжимают на некотором расстоянии от горловины, одной рукой придерживая его на месте будущей скрутки, а другой рукой поворачивая два-три раза вокруг своей оси.
- Скрутка с замком — подряд формируются три пузыря, средние складываются друг с другом, согнув шарик на их стыке, осторожно оттягиваются вверх и перекручиваются вместе вокруг стыков не менее трех раз.
- Скрутка в форме уха — формируются три пузыря, средний меньше 2,5 см, удерживая вместе крайние пузыри, нужно осторожно потянуть за средний и перекрутить его три раза.
- Скрутка с перегибом — формируются три пузыря, средний большой. Удерживая вместе крайние пузыри, нужно потянуть за большой и сложить его пополам, потом перекрутить три раза.
- Скрутка в виде тюльпана — кончиком указательного пальца левой руки проталкивается узел горловины внутрь шарика до второй фаланги пальца, другой рукой удерживая за узел сквозь шарик нужно осторожно с помощью большого и среднего пальцев левой руки вытащить палец из шарика, потом делается скрутка, чтобы узел находился ниже её.
- Скрутка с хлопушкой — формируется пузырь средних размеров, потом серия из пяти пузырей поменьше, первый и последний маленькие пузыри скручиваются вместе, чтобы получилось кольцо. Второй и четвёртый пузырь скручиваются в форме уха, благодаря этому блокируется средний (хлопушечный) пузырь. Протыкая его булавкой (хлоп!) получаем, что пузыри 1, 2, 4, 5 разошлись.
- Пуфик — несколько раз нужно потянуть за хвост шарика, выдавить воздух из надутой части в хвост, перемещая руки вдоль шарика, — пуфик готов.

### Размеры пузырей
- маленький — 2,5 см,
- средний — 3,5-5 см,
- большой — 5-7,5 см.